# Ashby-de-la-Zouch
 (décembre 2024).
Si vous disposez d'ouvrages ou d'articles de référence ou si vous connaissez des sites web de qualité traitant du thème abordé ici, merci de compléter l'article en donnant les références utiles à sa vérifiabilité et en les liant à la section « Notes et références ».
Pour les articles homonymes, voir Ashby.
Ashby-de-la-Zouch [ˈaʃˈbiˈdəˈlaˈzuːʃ ] est une petite ville située dans le Nord Ouest du comté de Leicester (Leicestershire), en Angleterre. Elle se trouve au cœur de la National Forest. Les habitants sont au nombre de 12 758 (recensement 2001) et sont appelés les Ashbeian.

## Géographie

### Localisation
Ashby-de-la-Zouch se situe à 52° 46′ 00″ N, 1° 28′ 00″ O (52.7667, -1.4667)1.
Tout près se trouvent les villages de Donisthorpe, Oakthorpe, Measham, Coleorton, et Moira.

### Transports
Ashby est contourné par un tronçon de la route A511 entre les villes de Swadlincote et Coalville.
La gare la plus proche est à Burton upon Trent, à plus de 13 km.

## Toponymie
Ashby est un toponyme d'origine anglo-scandinave, composé des éléments vieil anglais æsċ « frêne » (anglais moderne ash-tree) et norrois býr « établissement, ferme » > danois -by. Le sens global est donc « établissement, ferme (marquée par) du frêne », l'arbre caractérisant la propriété. Le déterminant complémentaire de-la-Zouch est tiré de celui d'un chevalier breton qui s'est installé quelques années après la conquête normande en 1066, lorsque le village fut concédé à la famille de La Zouche sous le règne d'Henry II d'Angleterre, arrière-petit-fils de Guillaume le Conquérant.

## Histoire
On y trouve un château datant du XVe siècle (construit trois siècles après celui qui est le décor du roman Ivanhoé de Walter Scott). Le collège local prend le nom d'Ivanhoe College en référence au roman. Le lycée de la ville, Ashby School, précédemment appelé Ashby Grammar School, est une école publique d'enseignement secondaire qui existe depuis le XVIe siècle. En 1664, la famille Hastings entre en possession de la ville et du château. Plus tard, la ville est l'un des bastions de la garnison des royalistes sous le commandement du colonel Henry Hastings, comte de Huntingdon et commandant de l'armée des Midlands du Nord (the North Midlands Army). Lorsque la ville tombe après un long siège, en mars 1646, c'est un grand soulagement pour les villes et villages environnants.
L'église paroissiale St Helens abrite un rare pilori à doigts vieux de 300 ans, qui a peut-être été utilisé pour punir ceux qui se comportaient mal à l'église.
Plusieurs maisons de Market Street, la rue principale de la ville, ont une ossature bois (à colombages), mais la plupart d'entre elles ont été recouvertes par la suite d'une façade en brique. Le Bull's Head Pub a conservé sa façade originale à colombages de style élisabéthain. Dans cette rue on trouve aussi des maisons de l'époque de la Régence.
Dans Bath Street se trouve une rangée de maisons de style classique  qui date de l'époque où la ville était un spa. La démolition des bains publics est maintenant matière à regret.
Dolly Shepherd, 1887-1983, la fameuse aviatrice sous le règne de Victoria, a fait son retour en sautant en parachute de son ballon durant une démonstration à Ashby, après s'être remise d'un accident qui aurait pu lui être fatal.
Le chemin de fer des Midlands (Midland Railway) arriva à Ashby en 1845, plaçant la ville sur une importante route entre Leicester et Burton upon Trent. Au cours du XXe siècle, le service de voyageurs qui passait à Ashby fut abandonné. La liaison ferroviaire Leicester - Burton existe toujours, mais elle ne sert que pour le fret. En 1990, il y a eu un projet  sans succès pour relancer le service voyageurs, cette ligne se serait nommée Leicestershire's Ivanhoe Line.
Ces dernières années, la ville a connu l'une des croissances les plus rapides des Midlands, et le centre historique est aujourd'hui entouré d'une zone pavillonnaire plutôt aisée.
Autrefois, les routes A50 de Leicester à Stoke-on-Trent et la A453 de Birmingham à Nottingham passaient par le centre-ville. Là, circulation importante qui passait alors par la ville a été substantiellement réduite grâce aux routes A42 et A511 en déviation, qui remplacent respectivement les routes A453 et A50.

## Vie économique
United Biscuits est de loin le plus gros employeur de la ville, il fournit environ 2000 emplois. L'une de ses usines de production a fermé en 2004, ce qui a conduit à une perte de 900 emplois.
Les autres employeurs de Ashby sont : Standard Soap, Calder Colour (peinture) et Phillip Harris (fournitures de laboratoire). Il y a aussi une concentration d'employeurs en haute technologie. Ashby fut le siège d'une entreprise de jeux vidéo Ashby Computer Graphics, aussi connue sous le nom Ultimate Play the Game, maintenant appelée Rare.

## Informations intéressantes
Une chanson populaire ironique connue par les plus anciens est intitulée Ashby-de-la-Zouch By The Sea.
Adrian Mole, le personnage principal de la série Adrian Mole, partit de Leicester pour Ashby-de-la-Zouch.
Ashby-de-la-Zouch est jumelée avec Pithiviers.

## Personnalités d'Ashby
- Rosemary Harris, actrice anglaise
- Alastair Yates, présentateur sur BBC News 24 et BBC World fut inscrit à l'école privée pour garçons d'Ashby, Manor House School et sa famille vit toujours dans la ville. Il a été présentateur à la BBC Radio Leicester au milieu des années 1970.
- The Young Knives groupe anglais de rock a été formé à Ashby-de-la-Zouch.
- Russell Hoult, footballeur anglais